# Контрактивный счёт
Контрактивные счета предназначены для уточнения остатка основных активных счетов.
Здесь участвуют два счёта: основной и регулирующий. Основной счёт выступает в качестве активного счёта, а регулирующий — пассивного (противостоящий или контрактивный).
Контрактивный счёт на сумму своего сальдо уменьшает сальдо основного активного счёта.